# Recopa Catarinense
De Recopa Catarinense is een competitie voor voetbalclubs uit de Braziliaanse staat Santa Catarina. De competitie wordt georganiseerd door de FCF en wordt gespeeld in het begin van het seizoen tussen de winnaar van het Campeonato Catarinense en de Copa Santa Catarina van het voorgaande jaar.
In 2018 vond er voor de seizoensstart al een vriendschappelijke wedstrijd plaats tussen beide competitiewinnaars Chapecoense en Atlético Tubarão. Hierop besliste de bond om deze wedstrijd jaarlijks officieel te organiseren. 

## Overzicht
Tussen haakjes indien er strafschoppen genomen werden. 
| Jaar         | Finales     | Finales       | Finales       |
| Jaar         | Kampioen    | Score         | Vicekampioen  |
| ------------ | ----------- | ------------- | ------------- |
| 2019 Details | Figueirense | 1 – 0         | Brusque       |
| 2020 Details | Brusque     | 2 – 0         | Avaí          |
| 2021 Details | Joinville   | 1 – 1 (5 - 3) | Chapecoense   |
| 2022 Details | Figueirense | 3 – 1         | Avaí          |
| 2023 Details | Brusque     | 1 – 0         | Marcílio Dias |
| 2024 Details | Criciúma    | 2 – 0         | Marcílio Dias |